# Patoncekreuz

Patoncekreuz

Patoncekreuz, auch als Gänsefußkreuz in der Heraldik bekannt, ist eine gemeine Figur mit geringer Anwendung im Wappen. Das Kreuz wird auch als Dreilappenkreuz bezeichnet, da die Kreuzarmen in drei „lappenartige“ Formen enden (stilisierter Gänsefuß).
Es wird ein Kreuz in der Grundform eines Tatzenkreuzes mit einer besonderen Ausbildung der vier Kreuzarmenden dargestellt und kann alle Tinkturen der Heraldik aufweisen. Eine Symbolik ist nicht bekannt.